# سرای میر
سرای میر (به انگلیسی: Sarai Mir) یک منطقهٔ مسکونی در هند است که در شهرستان اعظم‌گره واقع شده‌است.

## خصوصیات
سرای میر  ۱۵٬۵۲۶ نفر جمعیت دارد.